# Vladimir Vukicevic
Vladimir Vukicevic (* 6. Mai 1991) ist ein norwegischer Hürdenläufer, der sich auf die 110-Meter-Distanz spezialisiert hat.

## Sportliche Laufbahn
Erste internationale Erfahrungen sammelte Vladimir Vukicevic im Jahr 2008, als er bei den Juniorenweltmeisterschaften in Bydgoszcz mit 14,59 s in der ersten Runde ausschied. Im Jahr darauf erreichte er bei den Junioreneuropameisterschaften in Novi Sad das Halbfinale und schied dort mit 13,80 s aus. 2010 gewann er dann bei den Juniorenweltmeisterschaften im kanadischen Moncton in 13,59 s die Silbermedaille über die etwas niederen Hürden. Im Jahr darauf belegte er bei den U23-Europameisterschaften in Ostrava in 13,90 s den siebten Platz und nahm anschließend an der Sommer-Universiade in Shenzhen teil, bei der er mit 14,20 s im Halbfinale ausschied. 2012 gelangte er bei den Europameisterschaften in Helsinki bis ins Halbfinale und schied dort mit 13,76 s aus. Auch bei den Leichtathletik-Halleneuropameisterschaften 2013 in Göteborg schied er über 60 m Hürden mit neuem Hallenrekord von 7,69 s im Halbfinale aus und anschließend wurde er bei den U23-Europameisterschaften in Tampere in 13,74 s Vierter. 2014 scheiterte er hingegen bei den Europameisterschaften in Zürich mit 13,97 s in der ersten Runde.
2016 erreichte er dann bei den Europameisterschaften in Amsterdam wieder das Halbfinale und schied dort mit 13,54 s aus und stellte damit einen neuen norwegischen Landesrekord auf. 2018 schied er bei den Hallenweltmeisterschaften in Birmingham mit 7,81 s in der Vorrunde aus und im August schied er bei den Europameisterschaften in Berlin mit 13,71 s im Halbfinale aus. 2020 siegte er in 13,80 s bei den Kuortane Games und verbesserte dann beim Gyulai István Memorial seinen eigenen Landesrekord um eine Hundertstelsekunde auf 13,53 s. Im Jahr darauf erreichte er bei den Halleneuropameisterschaften in Toruń das Halbfinale über 60 m Hürden und schied dort mit Saisonbestleistung von 7,73 s aus. Auch bei den Europameisterschaften 2022 in München schied er mit 13,64 s im Semifinale aus, wie auch bei den Halleneuropameisterschaften 2023 in Istanbul mit 7,75 s. Im Jahr darauf kam er bei den Europameisterschaften in Rom mit 13,93 s nicht über den Vorlauf über 110 m Hürden hinaus.
In den Jahren von 2009 bis 2012, von 2014 bis 2016 sowie von 2018 bis 2021 wurde Vukicevic norwegischer Meister im 110-Meter-Hürdenlauf. Zudem wurde er 2011 und 2016 sowie 2018, 2020 und 2023 Hallenmeister über 60 m Hürden. Er wird von seinem Vater Petar trainier, der selbst als Hürdensprinter aktiv war und auch seine Schwester Christina Vukicevic war viele Jahre als Hürdenläuferin aktiv.

## Persönliche Bestzeiten
- 110 m Hürden: 13,42 s (+1,7 m/s), 14. August 2021 in La Chaux-de-Fonds (norwegischer Rekord)
  - 60 m Hürden (Halle): 7,69 s, 1. März 2013 in Göteborg (norwegischer Rekord)